# Noordelijke butskop
De noordelijke butskop (Hyperoodon ampullatus) is een walvisachtige uit de familie der spitssnuitdolfijnen (Ziphiidae). Hij komt alleen voor in de Noordelijke Atlantische Oceaan en de Noordelijke ijszee. In de zuidelijke oceanen leeft een verwante soort, de zuidelijke butskop (Hyperoodon planifrons).

## Beschrijving
De butskop is een van de grotere spitssnuitdolfijnen. Hij verschilt van de meeste andere soorten door zijn grote bolle meloen en zijn lange bek. Hij is van dolfijnen te onderscheiden door zijn grootte: de butskop wordt met gemak een meter of negen. Mannetjes hebben een kop-romplengte van 7,3 tot 9,8 meter en een gewicht van 7500 kilogram, vrouwtjes 5,8 tot 8,7 meter, met een gewicht van 5800 kilogram. Vrouwtjes hebben ook een kleinere kop en bek. De kleur kan variëren van groenig bruin tot donkergrijs tot donkerbruin, en wordt lichter naarmate de dieren ouder worden. De flanken, kop en buik zijn meestal lichter gekleurd. Over het lichaam verspreid zijn littekens, waarschijnlijk door gevechten met andere butskoppen.

## Gedrag
De butskop leeft solitair of in kleine groepjes, meestal bestaande uit tien, maar soms tot veertig dieren. Over de samenstelling van deze groepen is weinig bekend. Waarschijnlijk bestaan groepjes uit dieren van hetzelfde geslacht, waarbij groepjes wijfjes met kalveren soms door enkele mannetjes vergezeld worden. Ook is bekend dat de dieren voor gewonde metgezellen zorgen.
De butskop jaagt in diep water, meestal dieper dan een kilometer. Hij kan minstens zeventig minuten onder water blijven. Hij jaagt op pijlinktvissen en ook op haring, diepzeevissen, zeesterren en zeekomkommers.

### Voortplanting
In april en mei worden de jongen geboren, na een draagtijd van ongeveer twaalf maanden. Om het jaar wordt één jong geboren. Dit jong is geheel chocoladebruin en heeft een lengte van 300 tot 360 centimeter. Na een jaar wordt het jong gespeend. Mannetjes zijn geslachtsrijp na 7 tot 9 jaar, als ze 7,30 tot 7,60 meter lang zijn. Vrouwtjes worden geslachtsrijp rond hun elfde, als ze 6,70 tot 7 meter lang zijn. Butskoppen worden maximaal 37 jaar oud.

## Verspreiding
De butskop komt voor in de gematigde en Arctische wateren van de Noordelijke Atlantische Oceaan.
In de lente en zomer verblijft de soort rond de Noordpool. In de herfst trekt de soort naar warmere wateren. Er zijn waarnemingen gedocumenteerd van exemplaren in de Noordzee. Zo nu en dan spoelt er ook eentje aan in Nederland.

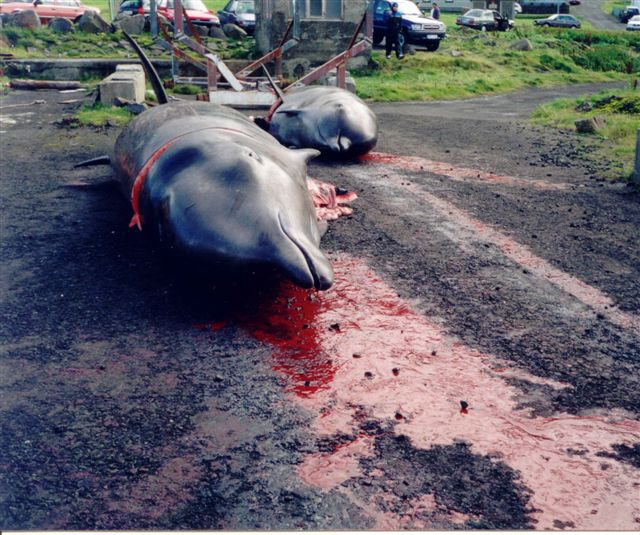
Een noordelijke butskop in Nes, Hvalba aan Faeröer

Op 20 januari 2006 zwom een butskop de Theems op tot in Londen, eerst langs het centrum, en later vond men het dier bij Battersea. Het was de eerste keer sinds men in 1913 met waarnemingen begon dat de soort in de Theems werd aangetroffen. De volgende dag werd het dier per boot terug naar de Noordzee vervoerd, maar het overleefde de reddingspoging niet.

## Beschermingsstatus
Vroeger jaagden Noorse walvisvaarders op de butskop voor olie en hondenvoer. De soort zoekt het gezelschap van schepen op. Begin jaren zeventig is de jacht stopgezet en tegenwoordig komt de soort lokaal algemeen voor. Een bekende plaats waar butskoppen gezien worden is the Gully, een trog die zo'n 160 kilometer ten oosten van Nova Scotia ligt. Daar leeft een gezonde populatie van rond de tweehonderd dieren.

## Trivia
Sommige boten worden naar de butskop vernoemd. Het betreft hier meestal boten van een betrekkelijk groot formaat.